# SOUND PLANET
SOUND PLANET（サウンドプラネット）とは株式会社USENが運営している、音楽番組を中心としたデジタル音声多チャンネル一般放送サービスである。2001年5月1日放送開始。
スカパーJSATの通信衛星「SUPERBIRD」を利用する衛星一般放送サービスと、NTT東日本・NTT西日本の光通信網「フレッツ・光」を利用する有線一般放送サービスの2種類がある。

## サービス名
法人向け
- 衛星放送経由 - SOUND PLANET
- フレッツ経由 - SOUND PLANET-i

個人向け
- 衛星放送経由 - music AirBee!
- フレッツ経由 - SOUND PLANET-i HOME MIX／USEN on フレッツ

## 概要
J-POPなどの音楽を配信している。
B04「アイドル」では旧ジャニーズやハロー!プロジェクト・48グループ・坂道シリーズ、ももいろクローバーZ・私立恵比寿中学・TEAM SHACHI（チームしゃちほこ）をはじめとして、EBiDAN（DISH//・M!LK・超特急など）およびAAA・BOYS AND MEN・MAG!C☆PRINCE・Da-iCEなどのテレビ番組出演および若者向け雑誌への掲載が多いアーティストを中心にオンエアしている。
DISH//やBiSH（アイナ・ジ・エンド）など、もともとB01チャンネルでのオンエアが多かったアーティストが、FM802でもオンエアされるようになった事例もある。
チャンネルの多くはUSEN440と同一であるが440よりも帯域が広いことからビジネス、旅行関連の情報をはじめ各種雑誌や音楽関係者がプロデュースするチャンネルなどSOUND PLANET独自のチャンネルも多く擁している。以下に例を挙げる。
- BRIO（雑誌『BRIO』プロデュース）
- readymade channel（小西康陽プロデュース）
- KENTA'S NOTHING BUT POP（萩原健太プロデュース）
- SHIRO'S SONGBOOK（鷺巣詩郎プロデュース）
- Peter Barakan's Kitchen Sink（ピーター・バラカンプロデュース）
- GROOVY ROCK CARAVAN（大貫憲章プロデュース）

C-GバンドではJFL系列のJ-WAVE、FM802、ZIP-FM、CROSS FM、FM Northwaveの5局と独立FM局のFm yokohamaを再送信しており（CMはBGMに差し替え）J-WAVEは一部のコミュニティFM局に配信されている。
再送信チャンネルによって音質が異なりFM802、ZIP-FM、Fm yokohamaは地上放送の音質に近く、逆にJ-WAVE、FM Northwave、CROSS FMはCDの音質に近い。時々一瞬ではあるが音声が途切れたりCMの間差し替えられているBGMが途切れ、CMが聞こえることがある。
なお、CMの間差し替えられているBGMはLISMO WAVEと共通である（2014年4月以降のJ-WAVEを除く。SOUND PLANET用放送をそのままLISMO WAVE向けに配信されているためだと思われる）。